# Модерни српски стрип (едиција)
Модерни српски стрип је стрипска едиција основана 2009. Уредник је Вук Марковић, а издавач „Комико“ из Новог Сада.
У форми квалитетних књига/албума објављују се целовита дела, са пропратним биографским и критичким чланцима. 

## Награде и признања
- „Стрипски догађај 2010. године“ по избору часописа НИН, за целокупну издавачку делатност куће „Комико“, укључујући и ову едицију